# Novena Conferencia Panamericana
La IX Conferencia Panamericana se celebró en la ciudad de Bogotá, Colombia, del 30 de marzo al 2 de mayo de 1948. Esta conferencia panamericana se considera como una de las más importantes por haberse sustituido la Unión Panamericana con la creación de la Organización de los Estados Americanos (OEA). Esta sustitución significó la reorganización del sistema interamericano. Otros acuerdos importantes fueron el Tratado Americano de Soluciones Pacíficas y el Convenio Económico de Bogotá.
Una vez finalizadas las conferencias extraordinarias interamericanas sobre los Problemas de la Guerra y de la Paz y para el Mantenimiento de la Paz y la Seguridad del Continente, la Unión de Repúblicas Panamericanas continuó con la organización de las Conferencias Panamericanas regulares.

## Antecedentes de la Conferencia
Durante la VIII Conferencia Panamericana, celebrada en Lima, Perú, en 1938, se resolvió llevar a cabo la IX Conferencia en 1943 con sede en Bogotá. El estallido de la Segunda Guerra Mundial, y las reuniones de consulta que en consecuencia se organizaron, ocasionaron que la fecha de la Conferencia de Bogotá se aplazara a diciembre de 1946. En una sesión del Consejo Directivo de abril de 1946, el embajador de Colombia solicitó que la conferencia se atrasara a 1947. En marzo de 1947 se fijó la fecha del 17 de enero de 1948 para inaugurar la novena conferencia. A pesar de esto, fue en diciembre de 1947 cuando se decidió que la fecha definitiva de inicio de la Conferencia de Bogotá sería el 30 de marzo de 1948.

## La Conferencia de Bogotá
A diferencia de las conferencias interamericanas sobre los Problemas de la Guerra y la Paz y para el Mantenimiento de la Paz y Seguridad del Continente, en esta ocasión asistieron las delegaciones de los 21 países que conformaban la Unión Panamericana; incluyendo Nicaragua. Los objetivos de la IX Conferencia Panamericana se basaron en los acuerdos y discusiones surgidas en, por lo menos cinco reuniones previas, incluyendo las Conferencias de Chapultepec y la de Río de Janeiro. Entre estos objetivos destacaron la reorganización y el fortalecimiento del sistema interamericano.
El programa de la conferencia se puede organizar en cuatro grandes temas. En primer lugar, se discutió la reorganización, consolidación y fortalecimiento del sistema interamericano a través de la creación de la Organización de Estados Americanos, de la firma de un tratado de solución pacífica de controversias, así como del establecimiento de acuerdos respecto a la regulación y el estado de varias organizaciones interamericanas.
En segundo orden se discutió el fortalecimiento de la cooperación económica. Posteriormente, se consideraron asuntos políticos y jurídicos, así como la defensa y preservación de la democracia. Finalmente, también se lograron acuerdos en asuntos culturales y sociales.

## Carta de la Organización de los Estados Americanos (OEA)
La Carta de la Organización de los Estados Americanos fue un documento que cambió la organización del sistema interamericano pues estableció la Organización de los Estados Americanos (OEA), organización que sustituiría a la Unión Panamericana. Este documento sirvió como base para el sistema interamericano actual. El Consejo Directivo de la Unión estuvo encargada de preparar un anteproyecto que estuviera guiado por las directrices propuestas durante la Conferencia de Chapultepec.
La Carta de la OEA se dividió en tres partes, comprendidas en 18 capítulos y 112 artículos. En ella se estipuló que dicha organización internacional, en sincronía con los propósitos de las Naciones Unidas, tendría como objetivo alcanzar la paz y la justicia, así como promover la solidaridad y fortalecer la colaboración entre los países americanos, a quienes se les impulsaría a defender su soberanía, su integridad territorial y su independencia. Otro de los propósitos era el de prevenir posibles dificultades y disputas entre los países miembros de la Organización. Los miembros de esta organización serían aquellos países que ratificaran la Carta. La Carta de la OEA también incluyó las pautas por medio de las cuales los Estados miembros resolverían pacíficamente sus disputas y los estándares con los que se cooperaría económica, social y culturalmente, así como estándares de seguridad colectiva.
La OEA quedó organizada en seis órganos: la Conferencia Interamericana, la Reunión de Consulta de los Ministros de Relaciones Exteriores, el Consejo, la Unión Panamericana, las Conferencias Especializadas y las Organismos Especializados. De estos, la Conferencia Interamericana tenía una importancia jerárquica superior a los demás órganos. A partir de la entrada en vigor de la Carta de la OEA, las Conferencias Panamericanas pasarían a llamarse oficialmente Conferencias Interamericanas. Por su parte, la Unión Panamericana serviría como órgano permanente  y tendría una posición “fundamental dentro del sistema interamericano y [serviría] a toda la Organización y a los Gobiernos americanos”.
La carta quedó abierta para que los países americanos firmaran conforme a sus procedimientos constitucionales respectivos. Los artículos que conformaron la Carta de la OEA entrarían en vigor una vez que dos tercios de los países signatarios hubieran ratificado el documento. Su duración se estipuló como “indefinida” pues quedó abierta la posibilidad de que, por medio de alguna denuncia, los Estados miembros pudieran denunciar dicho documento y dejar de formar parte de la Organización de los Estados Americanos.
Con base en el artículo XXIII de la Carta de la OEA, los países americanos firmaron el Tratado Americano de Soluciones Pacíficas.

## Pacto de Bogotá
El Tratado Americano de Soluciones Pacíficas, más conocido como Pacto de Bogotá, fue un tratado especial que estipuló los procesos y los medios pacíficos por los cuales los países miembros deberían resolver sus conflictos. El Pacto se conformó de ocho capítulos y sesenta artículos los cuales se basaron en la resolución XXXIX, “Sistema Interamericano de Paz”, acordada durante la Conferencia de Chapultepec. La entrada en vigor quedó determinada a la medida en que las naciones ratificaran dicho documento, con un año de margen de denuncia. Argentina, Bolivia, Ecuador, Estados Unidos, Paraguay, Perú y Nicaragua firmaron el tratado con reservas. En la siguiente Conferencia Interamericana de 1954, el Pactó de Bogotá sería sometido a revisión.

## Preservación y Defensa de la Democracia en América
Otro tema discutido en la IX Conferencia Panamericana, y que fue crucial para el desarrollo de la Guerra Fría en América Latina a lo largo de las siguientes décadas fue la prevención de la presencia de grupos o agentes al servicio del comunismo internacional (soviético) o de los gobiernos totalitarios.
En esta sección de la conferencia se declaró que, por la naturaleza antidemocrática que representa y por la tendencia de intervención política, el comunismo internacional o el totalitarismo eras incompatibles con la concepción de la libertad americana. La preocupación por tomar medidas urgentes para evitar que las “tácticas de hegemonía totalitaria [...]” desvirtuaran “[...] la auténtica y libre voluntad de los pueblos de este Continente [...]” sería retomada y discutida de manera más amplia en la X Conferencia Interamericana de 1954.

## El Convenio Económico de Bogotá
En el capítulo tercero del programa de la conferencia se muestra lo referente a los asuntos económicos en donde se incluye un apartado de cooperación económica interamericana. Se presentaron dentro del apartado, el proyecto de Colombia, la propuesta de Haití y la Indicación de México en materia de cooperación.
Con este convenio se declaró la obligación de los Estados pertenecientes a la organización de cooperar para solucionar los problemas económicos y de actuar en sus relaciones internacionales bajo la política de buena vecindad. Además, se buscó hacerlo bajo condiciones de igualdad y comprometiéndose a velar por el desarrollo económico de todos los países y de la economía mundial en general, por lo que, las medidas coercitivas en los ámbitos económicos y políticos quedaron prohibidas.
En materia de cooperación técnica, los Estados se comprometieron a ampliar el estudio y preparación de planes y proyectos que intensificaran la agricultura, ganadería y minería; además, de fomentar la industria e incrementar el comercio diversificando su producción. Esto por medio de la capacitación de los trabajadores de cada uno de los países, en coordinación con los Estados y sus políticas bajo la guía del Consejo Interamericano Económico y Social.
La cooperación financiera fue un pilar de los acuerdos entre los Estados americanos. En el convenio se comprometieron a prestar recíprocamente ayuda financiera con el objetivo de promover el desarrollo económico. Además, se agregaron las políticas financieras a las directrices planteadas por el Fondo Monetario Internacional y los Acuerdos de Bretton Woods.
La inversión privada fue un factor que se consideró importante para la introducción de técnicas y capacidad administrativa y, por ende, para el desarrollo económico de los países americanos. Por lo tanto, los Estados se comprometieron a dar facilidades y estímulos para la inversión y a eliminar las trabas injustificables en esa materia para evitar que otros países se beneficien de las virtudes de la inversión extranjera quedaron prohibidas entre los Estados americanos.
La industrialización fue el eje que guío el convenio de cooperación económica para el desarrollo. Su objetivo fue crear las bases para mantener y acelerar, en la medida de lo posible, la industrialización de los países americanos incluyendo a la agricultura y productos primarios para la satisfacción de necesidades básicas. La industrialización se promovió mediante la libre circulación de capitales y la eliminación de obstáculos en su adquisición, y el ajuste de políticas arancelarias al comercio exterior justificables por la situación particular de las naciones.
El convenio conllevó una política de seguridad económica que permitiera la eliminación de desequilibrios en contra de los productos primarios, base de varias economías latinoamericanas, a favor de los industriales. Los acuerdos gubernamentales en materia de seguridad económica fueron la vía de aplicación de la prevención de desequilibrios en el comercio. A la par de la seguridad económica se estableció que los Estados debían cooperar para salvaguardar una serie de principios de justicia social. Entre ellos se mencionó, las buenas relaciones entre obreros y patrones, las oportunidades de empleo útil y regular, así como disminuir los efectos de la enfermedad y la vejez, garantizar la salud y la educación de la población y asegurar una legislación laboral que permitiera defender a todo trabajador frente a causas injustas.
Como parte del impulso al desarrollo económico, la coordinación en el uso eficiente de los transportes marítimos para el tránsito de mercancías fue ajustado a los planteamientos del sistema de comercio internacional de la posguerra, Bretton Woods. Esto fue complementado por la reivindicación del libre tránsito a través de los territorios pertenecientes a los Estados americanos.
Los viajes interamericanos, con base en los principios estipulados de transporte marítimo y de libertad de tránsito, fueron un factor importante para el estímulo del desarrollo económico y la expansión del comercio. Por lo mismo, los Estados se comprometieron a reducir las barreras en la movilidad de viajeros no inmigrantes sin discriminación por motivo de visita, ya seas placer, salud o educación.
Los organismos internacionales, ya sea dentro del continente americano o los pertenecientes a Bretton Woods (Fondo Monetario Internacional y el Banco Mundial) tuvieron un papel importante en materia de resolución de conflictos para el caso del Consejo Interamericano Económico y Social, así como en el mantener una aplicación eficaz de las políticas planteadas en el convenio por parte del Fondo Monetario Internacional en diálogo con el Consejo perteneciente a los Estados americanos.
El convenio no se ratificó debido a una cantidad considerable de reservas. Entre las cuales se encontraron las discrepancias de Estados Unidos con respecto a la relación entre materias primas y productos manufacturados y la necesidad de reducir los desequilibrios entre sus precios, cosa que era inconveniente para los estadounidenses en términos de comercio. Además de las reservas por parte de las delegaciones de México, Argentina, Uruguay, Guatemala, entre otros.

## Sobre otros aspectos de la Cooperación Económica
En la cooperación económica fue de suma importancia el establecimiento del diálogo entre el Consejo Interamericano Económico y Social con la Comisión Económica para América Latina (CEPAL) mediante una comisión de tres representantes que acordaran la división de funciones entre los dos organismos con el objetivo de no duplicar funciones y aplicar las medidas planteadas para la región de manera eficaz.
En materia de turismo se estableció su importancia como actividad económica y fuente de divisas, así como para el fomento y desarrollo del comercio. Por lo tanto, se recomendó la eliminación de barreras y obstáculos a viajeros visitantes entre los países americanos con la excepción de aquellos obstáculos que se estimaran razonables.
En el caso particular de los transportes terrestres se declaró la importancia que tenían el Ferrocarril Transcontinental Santos-Arica y el Ferrocarril Amazónico, debido a que ambos serían de utilidad para el desarrollo económico de América. Se puntualizó buscar la conclusión y financiación de dichas obras por parte de los Estados interesados.
También se estipuló la creación de un Banco Interamericano o una Corporación Interamericana de Fomento al desarrollo. El proyecto se presentaría en la próxima conferencia de Buenos Aires, la cual estaba prevista a celebrarse en 1948 después de que se llevara a cabo la IX Conferencia Panamericana. La Conferencia Económica de Buenos Aires nunca se concretó. Se recomendó el estudio de los beneficios del crédito al comercio al Consejo Interamericano Económico y Social, con la finalidad de aprovechar los estímulos del comercio internacional e identificar los obstáculos que se pudieran presentar en su desarrollo.